# Harlem Désir
Harlem Désir (født 25. november 1959 i Paris) er en fransk politiker fra Parti Socialiste. Han var Parti Socialistes formand (Premier secrétaire du Parti socialiste) fra den 17. september 2012 til den 25. april 2014.

## Skiftende partier
I 1980 var Harlem Désir medlem af JCR (et revolutionært kommunistisk ungdomsforbund, der i 2008-2009 deltog i stiftelsen af Nouveau Parti anticapitaliste). 
Fra 1992 til 1994 var Harlem Désir medlem af Génération écologie og derefter af Parti Socialiste.
| Efterfulgte: Martine Aubry | Parti Socialistes formand 2012-2014 | Efterfulgtes af: Jean-Christophe Cambadélis |